# 库尔恰托夫环形山

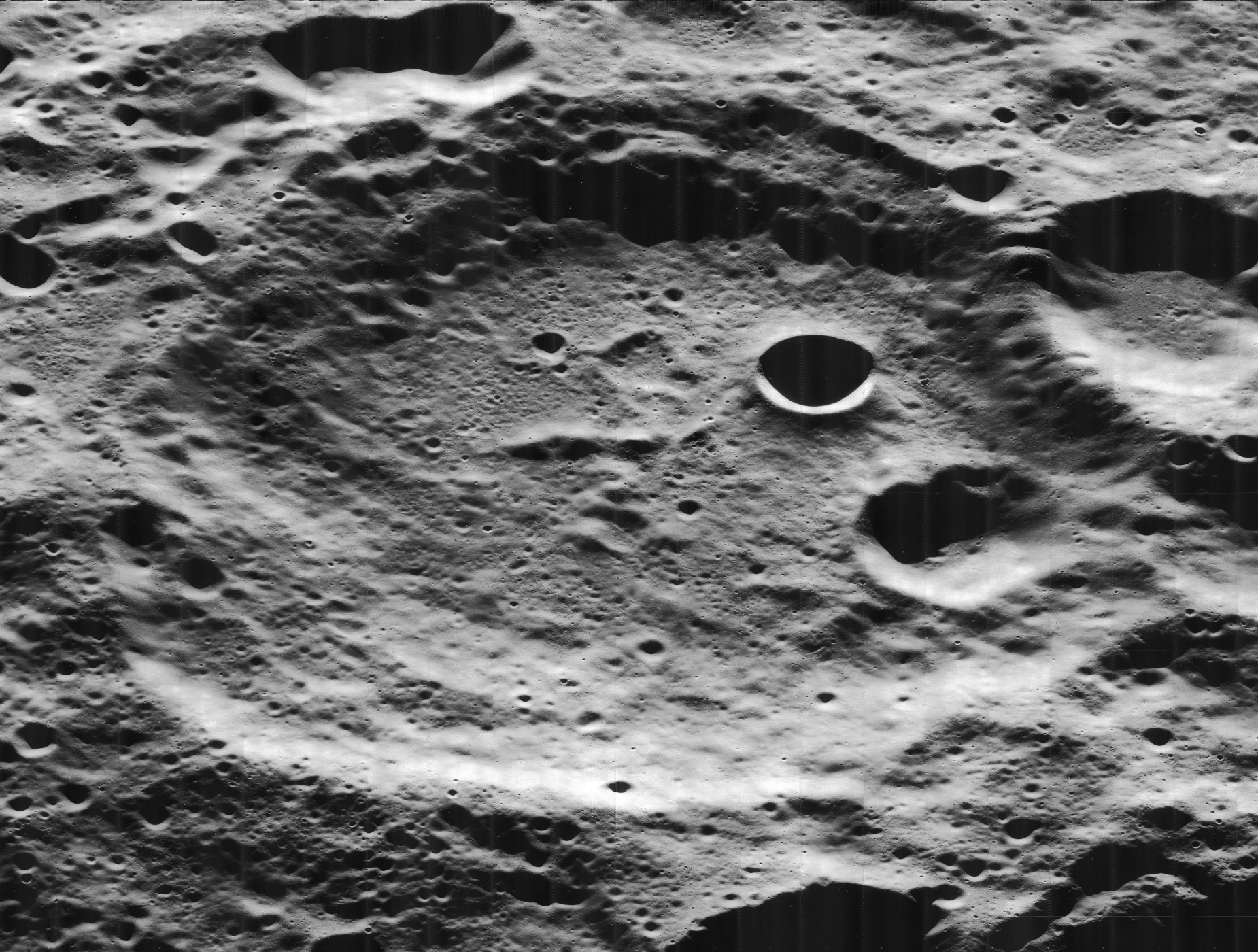
月球轨道器4号拍摄的斜视图，右为北。

库尔恰托夫环形山（Kurchatov）是位于月球背面北半部一座古老的大撞击坑，约形成于39.2-38.5亿年前的酒海纪，其名称取自二十世纪前苏联核物理学家伊戈尔·瓦西里耶维奇·库尔恰托夫 （1903年-1960年），1961年被国际天文学联合会批准接受。

## 描述
该陨坑位于维纳环形山西南、西北更远处坐落了布里奇曼环形山、较小的尼古拉耶夫陨石坑和尼兰德陨石坑则分别位于它的东南偏东和西南，而西面紧靠着库尔恰托夫链坑（Catena Kurchatov），往南约200多公里则是莫斯科海的北侧边沿。该陨坑中心月面坐标为38°18′N 141°44′E / 38.3°N 141.74°E，直径111公里，深度约2.9公里。
库尔恰托夫环形山外观呈多边形状，北侧缘略为外突，南侧壁向内分布有一道凹槽，整体因存续时间长而损毁严重。沿北侧坑壁分别附靠了卫星坑库尔恰托夫 W和库尔恰托夫 Z，陨坑内侧坡壁较平整，但东北和西北部显示有坍塌的痕迹。坑壁平均高出周边地形1520米，内部容积约有11350立方千米。碗状的坑底相对平坦，表面散布有许多细小的穴坑，靠北侧和西北坐落了二座醒目的圆形坑，中心附近延伸着一道低矮的山脊。

## 库尔恰托夫坑链
从库尔恰托夫环形山南端，向西北偏西方延伸着一串被称为库尔恰托夫坑链的撞击坑，该链坑终止于贝克勒尔环形山东南。

## 卫星陨石坑
按惯例，最靠近库尔恰托夫环形的卫星坑将在月图上以字母标注在该坑的中心点旁。

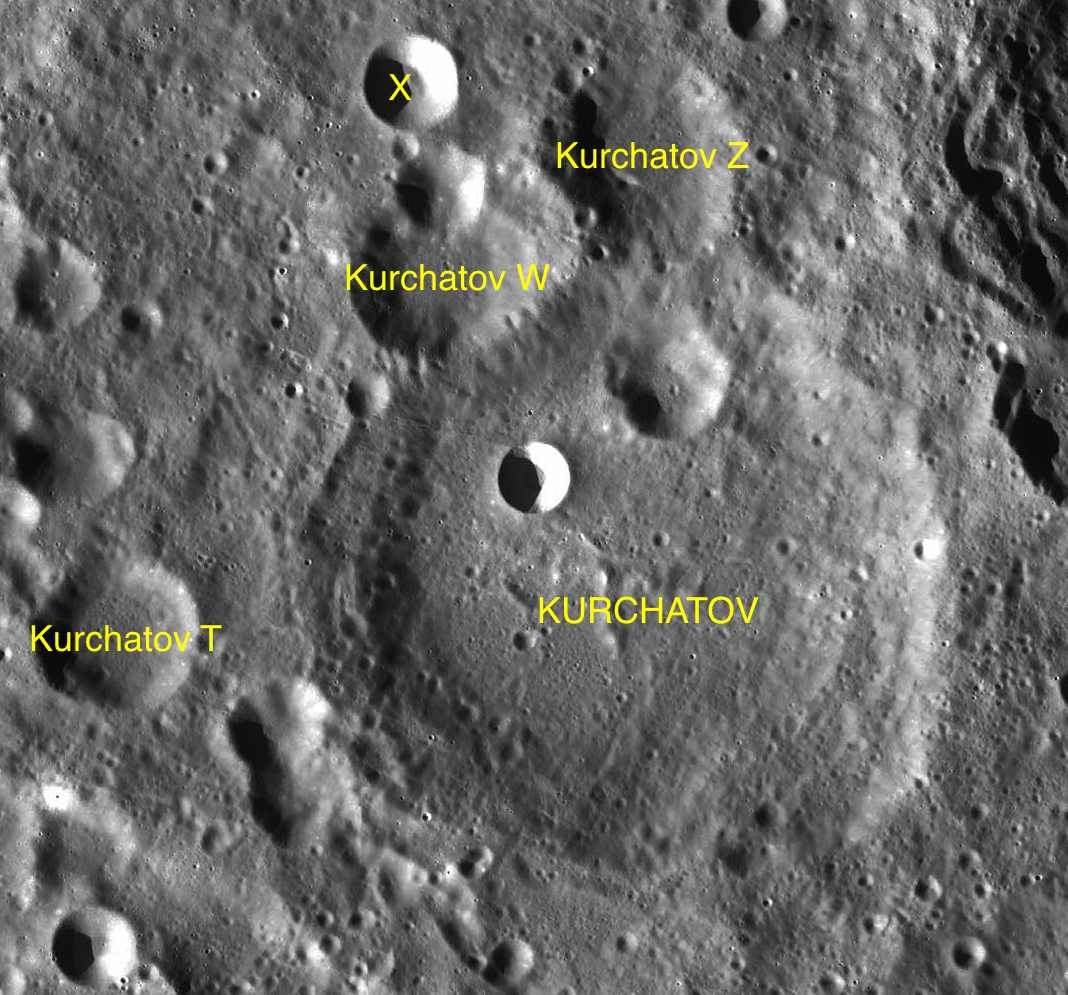
LAC-31 区域图

| 库尔恰托夫 | 纬度    | 经度     | 直径    |
| ---------- | ------- | -------- | ------- |
| T          | 38.0° N | 138.0° E | 27 公里 |
| W          | 40.4° N | 140.4° E | 33 公里 |
| X          | 41.3° N | 139.9° E | 17 公里 |
| Z          | 41.0° N | 141.8° E | 27 公里 |

- 卫星坑库尔恰托夫 W约形成于酒海纪[1]。

## 另请参阅
- Andersson, L. E.; Whitaker, E. A. . NASA RP-1097. 1982.
- Blue, Jennifer. . USGS. July 25, 2007  [2007-08-05]. （原始内容存档于2012-04-08）.
- Bussey, B.; Spudis, P. . New York: Cambridge University Press. 2004. ISBN 978-0-521-81528-4.
- Cocks, Elijah E.; Cocks, Josiah C. . Tudor Publishers. 1995. ISBN 978-0-936389-27-1.
- McDowell, Jonathan. . Jonathan's Space Report. July 15, 2007  [2007-10-24]. （原始内容存档于2012-05-26）.
- Menzel, D. H.; Minnaert, M.; Levin, B.; Dollfus, A.; Bell, B. . Space Science Reviews. 1971, 12 (2): 136–186. Bibcode:1971SSRv...12..136M. doi:10.1007/BF00171763.
- Moore, Patrick. . Sterling Publishing Co. 2001. ISBN 978-0-304-35469-6.
- Price, Fred W. . Cambridge University Press. 1988. ISBN 978-0-521-33500-3.
- Rükl, Antonín. . Kalmbach Books. 1990. ISBN 978-0-913135-17-4.
- Webb, Rev. T. W.  6th revised. Dover. 1962. ISBN 978-0-486-20917-3.
- Whitaker, Ewen A. . Cambridge University Press. 1999. ISBN 978-0-521-62248-6.
- Wlasuk, Peter T. . Springer. 2000. ISBN 978-1-85233-193-1.